# Рада з державної підтримки кінематографії
Рада з державної підтримки кінематографії або РДПК  — державний орган виконавчої гілки влади України створений у 2018 році, що виконує ряд важливих повноважень у сфері врегулювання українського кінематографу; іншим державним органом, що виконує ряд важливих повноважень у сфері врегулювання українського кінематографу є Держкіно. До ключових повноважень РДПК входить право кінцевого затвердження переліку фільмів яким надається державне фінансування за результами пітчингів Мінкульту/Держкіно/УКФ, а також право затвердження чи є фільм українським національним фільмом (себто чи має, відповідно до Закону України «Про кінематографію», фільм не менше 90 % україномовних реплік для не-дитячих фільмів та 100 % для дитячих фільмів). Діяльність цього органу регламентується статтею 9 Закону України «Про державну підтримку кінематографії в Україні».
Рада з державної підтримки кінематографії має складатися з дев'ятьох осіб, які призначаються терміном на два роки. Найновіший склад ради було обрано у березні 2021 року.

## Історія створення
16 жовтня 2018 року Міністерство культури України офіційно оголосило конкурс на вакансії членів Ради. 6 березня 2019 року Міністерство культури України офіційно оголосило про утворення Ради з державної підтримки кінематографії та затвердження її складу.

## Повноваження
Рада за поданням центрального органу виконавчої влади, що реалізує державну політику у сфері кінематографії, приймає рішення про:
- 1) утворення експертних комісій (рішення яких мають рекомендаційний характер) із включенням до їх складу професійних творчих працівників, кінознавців, продюсерів, економістів, дистриб'юторів, прокатників фільмів та інших осіб, які не можуть одночасно бути членами Ради. Порядок утворення та роботи експертних комісій, а також умови їх діяльності затверджуються центральним органом виконавчої влади, що реалізує державну політику у сфері кінематографії;
- 2) надання державної підтримки кінематографії формах, передбачених чинним Законодавством України.
- 3) погодження зміни істотних параметрів фільму у процесі його створення за заявою суб'єкта кінематографії, який отримав державну підтримку (повністю або частково). До істотних параметрів фільму належать творча концепція фільму, загальний кошторис, кошторисна вартість, хронометраж фільму, строки виробництва, а також особи режисера-постановника, автора сценарію.

Рішення Ради про надання державної підтримки приймається за результатами конкурсного відбору (пітчингу) після вивчення та оцінювання доданих до заяви: сценарію; кошторису фільму; режисерської експлікації; продюсерського бачення; маркетингової стратегії; договору про передачу чи відчуження виключних майнових авторських прав на сценарій фільму; договору про передачу чи відчуження виключних майнових авторських прав на діалоги фільму, якщо вони створені окремо від сценарію фільму; угоди про спільне кіновиробництво (для фільмів спільного виробництва з іншими країнами); копій установчих документів суб'єктів кінематографії (якщо заявником є юридична особа); відомостей про орієнтовний склад знімальної групи; листа-гарантії від заявника про відсутність обмежень, листа-гарантії від заявника про забезпечення наявності у нього грошових коштів, необхідних для вчасного фінансування виробництва фільму, до дати укладення договору про надання державної підтримки; документа, що підтверджує сплату платежу за розгляд заяви, а також інших документів, які заявник вважатиме за необхідне подати Раді для розгляду його заяви.

## Склад
Голова Ради, заступник голови та секретар Ради з державної підтримки кінематографії обираються на першому засіданні кожного нового складу.

### Склад 2019—2021 років
У березні 2019 року було обрано перший склад Ради з державної підтримки кінематографії терміном на 2 роки (до 2021 року):
1. ★ Андрій Дончик — продюсер та режисер
2. Людмила Горделадзе — керівник київського кінотеатру Жовтень
3. Віталій Докаленко — у минулому кенпродюсер та керівник різних телеканалів та радіостанцій України[8]
4. Сергій Зленко — директор кінотеатру «Boomer»
5. Максим Маган — продюсер телеканалу СТБ
6. Аркадій Непиталюк — режисер та сценарист; викладач університету Київський національний університет театру, кіно і телебачення імені Івана Карпенка-Карого
7. Андрій Халпахчі — керівника кінофестивалю «Молодість»
8. Олександр Шпилюк — артдиректор «Української кіноакадемії»

### Склад 2021—2023 років
5 березня 2021 року було обрано другий склад Ради з державної підтримки кінематографії терміном на 2 роки (до 2023 року): Через кілька днів 31 березня 2021 року Мінкульт остаточно затвердив новий склад Ради з держпідтримки кіно на 2021—2023 роки; у остаточному складі до попередніх 7 членів ради було додано двох нових людей: телережисера Анатолія Матешко який знімає серіали переважно для телеканалу ТРК Україна та телепродюсера Віктора Яриша який продюсує серіали переважно для Студії 95 квартал.
1. ★ Артем Колюбаєв — телепродюсер Mainstream Pictures[13]
2. Віктор Яриш — телепродюсер переважно серіалів для кінокомпанії Студія 95 квартал
3. Юрій Горбунов — телепродюсер, телеведучий та телеактор переважно для телеканалу 1+1
4. Анатолія Матешко — телережисер переважно серіалів для телеканалу ТРК Україна
5. Олексій Тритенко — телеактор переважно серіалів для телеканалу ТРК Україна
6. Поліна Толмачова — колишня директорка з маркетингу й піару кінокомпанії Film.ua Group (2013—2021)[14]
7. Маріанна Новікова — кінопродюсер кінокомпанії Solar Media Entertainment
8. Олександр Недбаєв — телепродюсер кінокомпанії Prime Story Pictures[15]
9. Микола Чиханцов — юрист, партнер юридичної компанії Адвокатске та рієлтирське об'єднання України

★ — голова РДПК